# 리애니메이터
《리애니메이터》(영어: Re-Animator 혹은 영어: H. P. Lovecraft's Re-Animator)는 1985년 개봉한 미국의 코미디 공포 영화이다. 스튜어트 고든의 감독 데뷔작이며, H. P. 러브크래프트의 단편 공포 소설 "Herbert West–Reanimator"가 원작이다.
이 영화는 리애니메이터 영화 시리즈의 첫 번째 작품이며, 1990년 속편 《좀비오 2》가 공개되었다.

## 출연진
- 제프리 콤스
- 브루스 애벗
- 바버라 크램프턴
- 데이비드 게일
- 로버트 샘프슨
- 캐럴린 퍼디고든
- 게리 블랙
- 피터 켄트

## 기타 제작진
- 협력 제작: 밥 그린버그, 찰스 도널드 스토리
- 미술: 로버트 A. 번스
- 의상: 로빈 버턴
- 제작 보조: 마틴 번홀츠, 배리 버그먼, 캐시 체리 유즈나

## 대중문화에서
- 《아메리칸 뷰티》(1999)에서 리키 피츠(웨스 벤틀리 분)는 이 영화를 매개로 주인공 레스터 버넘(케빈 스페이시 분)과 대화의 물꼬를 튼다.